# Liste des cathédrales du Sergipe
Cet article recense les cathédrales du Sergipe au Brésil.

## Généralités
Du point de vue de l'Église catholique, l'État de Sergipe est administré par un archidiocèse et deux diocèses. Au total, l'État compte trois cathédrales.

## Liste
| Édifice                          | Ville    | Juridiction   | Coordonnées                        | Illus. |
| -------------------------------- | -------- | ------------- | ---------------------------------- | ------ |
| Notre-Dame-de-la-Conception (pt) | Aracaju  | Aracaju       | 10° 54′ 48″ sud, 37° 03′ 05″ ouest |        |
| Notre-Dame-de-Guadalupe (id)     | Estância | Estância (pt) | 11° 16′ 09″ sud, 37° 26′ 16″ ouest |        |
| Saint-Antoine-de-Padoue (id)     | Propriá  | Propriá (pt)  | 10° 12′ 36″ sud, 36° 50′ 01″ ouest |        |